# Malaxioides
Malaxioides is een geslacht van kevers uit de familie bladkevers (Chrysomelidae).
De wetenschappelijke naam van het geslacht werd in 1888 gepubliceerd door Léon Marc Herminie Fairmaire.

## Soorten
- Malaxioides grqandicornis (Fairmaire, 1888)